# Рябець Людмила Віталіївна
Людмила Віталіївна Рябець (* 1 вересня 1970 року в с. Ксаверівка Васильківського району Київської області) - український науковець у галузі філології, в. о. заступника директора з наукової роботи Інституту енциклопедичних досліджень НАН України, кандидат філологічних наук.

## Освіта
- Київський державний університет ім. Т. Г. Шевченка (1992)
- аспірантура при Інституті української мови НАН України (1997).

## Кар'єра
Від жовтня 1998 р. до червня 2008 р. – учений секретар Інституту української мови НАН України. Адміністративну роботу вченого секретаря Інституту поєднувала з науковою роботою у відділі діалектології (молодший, науковий, старший науковий співробітник). 
Член вченої ради Інституту енциклопедичних досліджень НАН України

## Наукові зацікавлення
У колі наукових зацікавлень: українська діалектологія, зокрема діалектна морфологія.